# Powierzchnia próbna
Powierzchnia próbna – wybrana w danym drzewostanie powierzchnia, przeważnie 0,25 ha lub 0,5 ha, na której drzewostan daje mniej więcej wierny obraz całego drzewostanu. 
Powierzchnie próbne zakłada się w drzewostanach rębnych w celu określenia miąższości drzewostanu i oszacowania wielkości pozyskania sortymentów drzewnych, bądź też w drzewostanach przedrębnych, celem oszacowania możliwości pozyskania masy drzewnej z trzebieży.